# Peter Coler
Peter Coler (* 1940 in Fürstenberg an der Oder) ist ein in Bayreuth ansässiger deutscher Maler und Graphiker.
Er ist ein Autodidakt, der bis zu seiner Pensionierung als Beamter arbeitete. 1972 wurde er Mitglied im Berufsverband Bildender Künstler. Er erhielt mehrere Preise im In- und Ausland: 1980 den Förderpreis Junge Künstler des Salzburger Kunstvereins, 1986 wurde er zum Leiter der Rausiger Malertage in Österreich erwählt, 2004 erhielt er den Kulturpreis der Stadt Bayreuth und 2007 den Kunstpreis der Nürnberger Nachrichten.
Einzelausstellungen und Ausstellungsbeteiligungen erfolgten in 27 deutschen, 6 britischen, 6 österreichischen, 4 französischen, 3 türkischen und jeweils zwei schweizerischen und italienischen Städten, sowie in Stockholm, Ube (Japan), Spa (Belgien) und in Budapest.